# Denthó
Denthó är en ort i Mexiko.   Den ligger i kommunen Nopala de Villagrán och delstaten Hidalgo, i den sydöstra delen av landet, 110 km nordväst om huvudstaden Mexico City. Denthó ligger 2 412 meter över havet och antalet invånare är 315.
Terrängen runt Denthó är varierad, och sluttar västerut. Runt Denthó är det ganska tätbefolkat, med 155 invånare per kvadratkilometer. Närmaste större samhälle är Nopala de Villagran, 1,0 km norr om Denthó. I omgivningarna runt Denthó växer huvudsakligen savannskog.